# Liste der Flüsse in Alberta
Die Liste der Flüsse in Alberta ist nach Einzugsgebieten sortiert. Wird die Hudson Bay zum Arktischen Ozean gezählt, wird Alberta fast vollständig in den Arktik und zu einem kleinen Teil in den Golf von Mexiko entwässert.

## Arktischer Ozean

### Beaufortsee
- Über Liard River und Mackenzie River (beide Nordwest-Territorien)
  - Petitot River
    - Tsea River

- Über Großen Sklavensee und Mackenzie River (beide Nordwest-Territorien)
  - Hay River
    - Shekilie River
    - Little Hay River
    - Zama Lake
      - Zama River
      - Omega River
      - Amber River
      - Mega River
      - Vardie River

    - Chinchaga River
      - Haro River
      - Haig River

    - Meander River
    - Melvin River
    - Roe River
    - Steen River

  - Yates River
  - Slave River
    - Peace-Athabasca-Binnendelta
      - Peace River
        - Claire River
          - Claire Lake
            - McIvor River
            - Birch River

        - Jackfish River
        - Portage River
        - Vermilion River
        - Swan River
        - Pakwanutik River
        - Mikkwa River
        - Lawrence River
        - Wabasca River
          - Willow River
          - Muskwa River
            - Pastecho River
            - Utikuma River

          - Trout River
          - Wood Buffalo River
          - Woodenhouse River
          - Liége River
          - Panny River
          - Loon River
          - Muddy River
          - Bear River

        - Caribou River
        - Boyer River
        - Keg River
        - Buffalo River
        - Wolverine River
        - Notikewin River
          - Meikle River
          - Hotchkiss River

        - Cadotte River
        - Whitemud River
        - Heart River
        - Smoky River
          - Little Smoky River
            - Goose River
            - Waskahigan River
            - Iosegun River

          - Simonette River
            - Latornell River

          - Wapiti River
            - Bear River
            - Redwillow River
              - Beaverlodge River
              - South Redwillow River

          - Kakwa River

        - Saddle River
          - Spirit River

        - Leith River
        - Ksituan River
        - Montagneuse River
        - Clear River
        - Pouce Coupé River

      - Athabascasee
        - Athabasca River
          - Maybelle River
          - Richardson River
          - Firebag River
            - Marguerite River

          - Ells River
          - Muskeg River
          - Mackay River
            - Dover River

          - Steepbank River
          - Clearwater River
            - Christina River
              - Jackfish River
              - May River

          - Little Fishery River
          - Horse River
          - Algar River
          - Licock River
          - House River
          - Pelican River
          - La Petite Riviere Jaillante
          - La Biche River
          - Calling River
          - Tawatinaw River
          - Lesser Slave River
            - Driftwood River
              - Fawcett River

            - Saulteaux River
            - Otauwau River
            - Assineau River
            - Swan River
            - Driftpile River
            - South Heart River
            - East Prairie River
            - West Prairie River

          - Pembina River
            - Steele River
            - Paddle River
            - Bigoray River
            - Lobstick River
            - Lovett River

          - McLeod River
            - Edson River
            - Embarras River
              - Erith River

            - Gregg River

          - Freeman River
            - Morse River

          - Sakwatamau River
          - Berland River
            - South Berland River
            - North Berland River
            - Little Berland River
            - Wildhay River

          - Fiddle River
          - Snake Indian River
          - Rocky River
          - Snaring River
          - Maligne River
          - Miette River
          - Astoria River
          - Whirlpool River
          - Sunwapta River
          - Chaba River

### Hudson Bay
- Über Saskatchewan River (Saskatchewan/Manitoba), Lake Winnipeg und Nelson River (Manitoba)
  - North Saskatchewan River
    - Garden River
    - Spruce River
    - Battle River
      - Ribstone Creek

    - Jackfish River
    - Turtle Lake River
    - Englishman River
    - Monnery River
    - Vermilion River
    - Death River
    - Redwater River
    - Sturgeon River
    - Brazeau River
      - Cairn River
      - Southesk River
      - Cardinal River
      - Elk River
      - Chungo Creek
      - Blackstone River
      - Nordegg River

    - Baptiste River
    - Clearwater River
    - Ram River
      - Joyce River
      - North Ram River

    - Bighorn River
    - Cline River
    - Siffleur River
      - Escarpment River

    - Mistaya River
    - Howse River
      - Glacier River

    - Alexandra River

  - South Saskatchewan River
    - Red Deer River
      - Rosebud River
      - Blindman River
      - Medicine River
      - Little Red Deer River
      - Raven River
        - North Raven River

      - James River
      - Panther River
        - Dormer River

    - Oldman River
      - Little Bow River
      - St. Mary River
      - Belly River
        - Waterton River
        - North Belly River

      - Castle River
      - Crowsnest River
      - Livingstone River
      - Willow Creek

    - Bow River
      - Crowfoot River
      - Highwood River
        - Sheep River

      - Elbow River
        - Little Elbow River

      - Ghost River
      - Kananaskis River
      - Cascade River
      - Spray River
      - Johnston Creek
      - Pipestone River

- Churchill River (Saskatchewan/Manitoba)
  - Beaver River
    - Waterhen River
    - Meadow River
    - Makwa River
    - Sand River
      - Wolf River

    - Mooselake River
      - Thinlake River

    - Amisk River

## Golf von Mexiko
- Über Missouri und Mississippi (beide Vereinigte Staaten)
  - Milk River
    - Battle Creek
    - North Milk River